# 12-idrossidiidrochelirubina 12-O-metiltransferasi
La 12-idrossidiidrochelirubina 12-O-metiltransferasi è un enzima appartenente alla classe delle transferasi, che catalizza la seguente reazione:
S-adenosil-L-metionina + 12-idrossidiidrochelirubina ⇄ S-adenosil-L-omocisteina + diidromacarpina
Questa reazione è parte della via di sintesi dell'alcaloide benzofenantridinico macarpina nelle piante.